# Plateumaris affinis
Plateumaris affinis là một loài bọ cánh cứng trong họ Chrysomelidae. Loài này được Kunze miêu tả khoa học năm 1818.